# BMW International Open 2013
Het 25ste BMW International Open werd van 20-23 juni 2013 gespeeld op Golfclub München Eichenried. De resultaten telden mee voor de Order of Merit van de Europese PGA Tour. Het prijzengeld was € 2.000.000, waarvan de winnaar € 333.330 kreeg. Titelverdediger was Danny Willettm die Marcus Fraser  in de play-off van vier holes versloeg en met een score van -11 het toernooi op zijn naam zette. De winnaar van het toernooi van 2013 werd de Zuid-Afrikaanse golfer Ernie Els.
Het 25-jarig bestaan van het toernooi werd gevierd met een bezoek aan het BMW Museum, waar een grote verzameling BMW classic auto's staat. Eregast was Paul Azinger, die het toernooi tweemaal won. Thomas Bjørn  was de enige andere speler die het toernooi tweemaal op zijn naam zette, en Martin Kaymer  was de enige Duitser die het toernooi won.
BMW is de enige sponsor op de Europese Tour, die al 25 jaar hetzelfde toernooi ondersteunt. Daarnaast is BMW in de afgelopen jaren ook titelsponsor geworden bij het BMW PGA Championship op Wentworth (sinds 2005) en het BMW Championship in de Verenigde Staten (sinds 2007).

## Verslag
De par van de baan is 72.
Het baanrecord is 62.

### Ronde 1
De weersvoorspellingen gaven 34 graden en mogelijk onweer aan. Scores waren laag, om 1 uur stonden al 60 spelers onder par, aangevoerd door Ernie Els, die op zijn laatste hole naar -9 ging en Matthew Baldwin inhaalde. Tommy Fleetwood maakte negen birdies. Beste Duitser was Marcel Siem met -5. 

De drie Nederlanders sloegen 's middags pas af. Allen scoorden onder par. Robert-Jan Derksen eindigde op -8 net achter Ernie Els. Honderd spelers stonden onder par. Martin Kaymer werd de beste DUitse speler.

### Ronde 2
Ernie Els kwam na een birdie op hole 13 op -11 en liet vier anderen op de 2de plaats achter. 
Derksen en Luiten stonden veilig in de top-20 en kwalificeerden zich ruimschoots voor het weekend. Lafeber stond op -3 en dat was voorlopig de 60ste plaats. Hij moest wachten tot de laatste spelers binnen waren om te zien of hij dan nog in de top-65 zou staan en de cut zou halen.

### Ronde 3
Er viel zoveel regen dat het spelen ruim twee uren onderbroken moest worden. Hetzelfde gebeurde in Schotland, waar de Challenge Tour deze week speelt. Ernie Els is dus niet om 13:00 uur gestart maar om 15:20 uur. Maarten Lafeber kwam met een score van 73 binnen.

Tegen 6 uur stonden Thomas Bjørn, Alexander Levy en Alex Norén aan de leiding met -13, gevolgd door Peter Uihlein en Joost Luiten, die op hole 13 zijn 6de birdie maakte. Ernie Els maakte een ronde van -3 en eindigde weer als leider, samen met Alex Norén en Alexamder Levy. Joost Luiten staat drie slagen achter de leiders, Derksen vijf slagen.
De beste dagronde was een -7 van Sergio García.  

### Ronde 4
Derksen en Luiten zijn beiden in de top-10 geëindigd.

Ernie Els bleef aan de leiding. Hij behaalde zijn 28ste overwinning op de Europese Tour en zijn eerste overwinning van een toernooi in Duitsland. Hij is de eerste Zuid-Afrikaanse winnaar van dit toernooi en steeg weer naar de top-15 van de wereldranglijst. 
Ernie Els na Miguel Jiménez de oudste winnaar op de Tour. Jiménez won in 2012 het Hong Kong Open op de leeftijd van 48 jaar en 286 dagen terwijl Ernie Els de BMW International won op de leeftijd van 43 jaar en 248 dagen.
- Scores

| Naam                 | Score R1 | Score R1 | Nr  | Score R2 | Score R2 | Totaal | Nr  | Score R3 | Score R3 | Totaal | Nr  | Score R4 | Score R4 | Totaal | Nr  |
| -------------------- | -------- | -------- | --- | -------- | -------- | ------ | --- | -------- | -------- | ------ | --- | -------- | -------- | ------ | --- |
| Ernie Els            | 63       | -9       | 1   | 60       | -3       | -12    | 1   | 69       | -3       | -15    | T1  | 69       | -3       | -18    | 1   |
| Thomas Bjørn         | 68       | -4       | T   | 69       | -3       | -7     | T18 | 65       | -7       | -14    | T4  | 69       | -3       | -17    | 2   |
| Alexander Levy       | 65       | -7       | T6  | 68       | -4       | -11    | T2  | 68       | -4       | -15    | T1  | 71       | -1       | -16    | 3   |
| Alex Norén           | 64       | -8       | T2  | 71       | -1       | -9     | T6  | 66       | -6       | -15    | T1  | 72       | par      | -15    | T4  |
| Martin Kaymer        | 64       | -8       | T2  | 71       | -1       | -9     | T6  | 69       | -3       | -12    | T7  | 69       | -3       | -15    | T4  |
| Bernd Wiesberger     | 66       | -6       | T9  | 68       | -4       | -10    | T4  | 71       | -1       | -11    | T12 | 68       | -4       | -15    | T4  |
| Peter Uihlein        | 70       | -2       | T63 | 66       | -6       | -8     | T11 | 67       | -5       | -13    | 6   | 72       | par      | -13    | T10 |
| Joost Luiten         | 69       | -3       | T50 | 68       | -4       | -7     | T18 | 67       | -5       | -12    | T7  | 71       | -1       | -13    | T10 |
| Marcel Siem          | 67       | -5       | T19 | 68       | -4       | -9     | T6  | 69       | -3       | -12    | T7  | 71       | -1       | -13    | T10 |
| Robert-Jan Derksen   | 64       | -8       | T2  | 72       | par      | -8     | T11 | 70       | -2       | -10    | T15 | 69       | -3       | -13    | T10 |
| Danny Willett        | 69       | -3       | T50 | 65       | -7       | -10    | T4  | 70       | -2       | -12    | T7  | 72       | par      | -12    | T18 |
| Matthew Baldwin      | 64       | -8       | T2  | 69       | -3       | -11    | T2  | 69       | -3       | -14    | T4  | 74       | +2       | -12    | T18 |
| Tommy Fleetwood      | 66       | -6       | T9  | 69       | -3       | -9     | T6  | 72       | par      | -9     | T20 | 71       | -1       | -19    | T26 |
| Miguel Ángel Jiménez | 68       | -4       | T29 | 67       | -5       | -9     | T6  | 72       | par      | -9     | T20 | 71       | -1       | -10    | T26 |
| Maarten Lafeber      | 70       | -2       | T63 | 71       | -1       | -3     | T62 | 73       | +1       | -2     | T64 | 71       | -1       | -3     | T62 |

| Leider |  | Toernooirecord |  | MC = missed cut = cut gemist |  | DQ = disqualified |

## Spelers
Er doen negen voormalige winnaars mee. Voor de toen 23-jarige Martin Kaymer was dit de eerste overwinning als professional. De winnaar van 1999, Colin Montgomerie, wordt zondag 23 juni 50 jaar.
| - Felipe Aguilar - Thomas Aiken - Björn Åkesson - Kiradech Aphibarnrat - Scott Arnold - Matthew Baldwin - Thomas Bjørn - Richard Bland - Grégory Bourdy - Gary Boyd - Kristoffer Broberg - Rafa Cabrera Bello - Jorge Campillo - Alejandro Cañizares - Magnus A. Carlsson - Paul Casey - Christian Cévaër - S.S.P. Chowrasia - Robert Coles - Rhys Davies - Eduardo de la Riva - Carlos Del Moral - Matteo Delpodio - Robert-Jan Derksen - Chris Doak - Andrew Dodt - David Drysdale - Victor Dubuisson - Simon Dyson - Johan Edfors - Ernie Els - Jamie Elson - Peter Erofejeff - Darren Fichardt - Richard Finch - Oliver Fisher - Ross Fisher - Tommy Fleetwood - Oscar Florén - Mark Foster | - Lorenzo Gagli - Sergio García - Ignacio Garrido - Daniel Gaunt - Jean-Baptiste Gonnet - Ricardo González - Estanislao Goya - Richard Green - Emiliano Grillo - Anders Hansen - JB Hansen - Soren Hansen - Andreas Hartø - Grégory Havret - Scott Henry - David Higgins - Keith Horne - David Horsey (2010) - Raphaël Jacquelin - Thongchai Jaidee - Scott Jamieson - Lasse Jensen - Miguel Á Jiménez (2004) - Michael Jonzon - Alexandre Kaleka - Martin Kaymer (2008) - Simon Khan - Maximilian Kieffer - Søren Kjeldsen - Espen Kofstad - Mikko Korhonen - Jbe' Kruger - Maarten Lafeber - Joakim Lagergren - Moritz Lampert - José Manuel Lara - Pablo Larrazábal (2011) - Peter Lawrie - Craig Lee - Thomas Levet | - Tom Lewis - Sam Little - Chris Lloyd - Gary Lockerbie - Shane Lowry - Joost Luiten - Mikael Lundberg - David Lynn - Callum Macaulay - Morten Ørum Madsen - Matteo Manassero - Gareth Maybin - Richard McEvoy - Paul McGinley - Prom Meesawat - Edoardo Molinari - Colin Montgomerie (1999) - James Morrison - Matthew Nixon - Alexander Norén - José María Olazabal - Thorbjørn Olesen - Hennie Otto - Chris Paisley - John Parry - Eddie Pepperell - Phillip Price - Julien Quesne - Alvaro Quiros - Robert Rock - Brett Rumford - Ricardo Santos - Marcel Siem - Jeev Milkha Singh - Joel Sjöholm - Lee Slattery - Anthony Snobeck - Matthew Southgate - Henrik Stenson (2006) - Graeme Storm | - Andy Sullivan - Alessandro Tadini - Peter Uihlein - Dawie Van der Walt - Tjaart Van der Walt - Jaco Van Zyl - Simon Wakefield - Justin Walters - Paul Waring - Marc Warren - Romain Wattel - Peter Whiteford - Martin Wiegele - Bernd Wiesberger - Danny Willett (2012) - Chris Wood - Fabrizio Zanotti Voormalige winnaars - Niclas Fasth (2007) - David Howell (2005) Invitaties - Brandon Stone - Wen-yi Huang - Dustin Johnson - Pontus Widegren - Marco Crespi - Markus Brier - James Kingston - Peter Fowler Nationale Order of Merit - Sebastian Heisele - Bernd Ritthammer - Daniel Wuensche - Nicolas Meitinger - Dennis Küpper - Florian Fritsch - Alex Cejka - Christoph Günther |

2010 · 2011 · 2012 · 2013 · 2014
 Nedbank Golf Challenge ·
 Alfred Dunhill Championship ·
 South African Open ·
 Abu Dhabi Golf Championship ·
 Qatar Masters ·
 Dubai Desert Classic ·
 Malaysian Open ·
 Thailand Classic ·
 Indian Open ·
 Joburg Open ·
 WGC - Championship ·
 Africa Open ·
 Tshwane Open ·
 Madeira Island Open ·
 Trophée Hassan II ·
 The Masters · 
 Shenzhen International ·
 Volvo China Open ·
 WGC - Match Play Championship ·
 Mauritius Open ·
 Open de España ·
 BMW PGA Championship ·
 Irish Open ·
 Nordea Masters ·
 Lyoness Open ·
 US Open · 
 BMW International Open ·
 Open de France ·
 Scottish Open ·
 The Open Championship · 
 European Masters ·
 Paul Lawrie Matchplay ·
 WGC - Invitational ·
 US PGA Championship · 
 Made in Denmark ·
 Czech Masters ·
 Russian Open ·
 KLM Open ·
 Open d’Italia ·
 European Open ·
 Alfred Dunhill Links Championship ·
 World Match Play Championship ·
 Portugal Masters ·
 Hong Kong Open ·
 BMW Masters ·
 WGC - Champions ·
 Turks Open ·
 Dubai World Championship
EurAsia Cup · Ryder Cup · Seve Trophy · World Cup of Golf